# Sicherheitspolizei
Pour les articles homonymes, voir Sipo.
La Sicherheitspolizei (« Police de sûreté »), abrégée Sipo, est la Police de sûreté allemande, créée en 1936 par Heinrich Himmler en accord avec Hitler, pour regrouper deux organes :
- la « Gestapo » (Geheime Staatspolizei) qui regroupe l'ensemble des services de police politique du Reich ; officiellement contrôlée par Hermann Göring, Heinrich Himmler en prend progressivement le contrôle de fait ;
- la « Kripo » (Kriminalpolizei) la police criminelle qui lutte contre la criminalité, dirigée par Arthur Nebe.

Le 17 juin 1936, Himmler est nommé Chef der Deutschen Polizei (chef de la police allemande), coiffant ainsi l'édifice policier du Troisième Reich. Il contrôle aussi bien l’Ordnungspolizei de Kurt Daluege que la Sipo.
À partir de 1939, le Sicherheitsdienst (SD) de Reinhard Heydrich (le service de sécurité de la SS) et la « Sicherheitspolizei » (Sipo) sont regroupés au sein du Reichssicherheitshauptamt (le RSHA), et placé sous la coupe de Heydrich, l'adjoint de Himmler.

## Histoire
Le 17 juin 1936 paraît un décret qui unifie la police d’ordre (Ordnungspolizei) et la police de sureté (Sicherheitspolizei), cette dernière comprenant deux branches :
1. La section criminelle « Kriminalpolizei » (en fait, un équivalent de la police judiciaire) ;
2. La Gestapo (Geheime Staatspolizei).

Heinrich Himmler est nommé à la tête de ce nouvel organisme, avec d’importants moyens humains. Il recrute 50 000 hommes en civil et 200 000 hommes en uniforme noir engagés parmi les membres les plus disciplinés des unités paramilitaires (SS, SA).
La police de sûreté Sipo (Sicherheitspolizei) est chargée de la sécurité intérieure, c’est-à-dire de la surveillance et du contrôle :
- des opposants au parti nazi comme les marxistes, les communistes, les dirigeants des autres partis désormais interdits ;
- des Juifs ;
- des adeptes de doctrines religieuses ou assimilées, comme les francs-maçons, les membres du clergé.

La police de sûreté (la Sipo) et le service de sécurité de la SS (le SD) disposent de pouvoirs étendus et usent fréquemment de méthodes expéditives comme les exécutions sommaires ou la torture.
Le siège de la Sipo se situait à Berlin, au no 8 de la Prinz-Albrecht-Straße, où se trouvait déjà la Gestapo depuis 1933. À proximité, au 102 Wilhelmstraße, se trouvait à partir de 1934 le SD, l'autre composante du futur RSHA.